# Замок Кройцбург (Германия)
Кройцбург (нем. Creuzburg) — средневековый замок, расположенный к северо-западу от Айзенаха в городе Кройцбург, в районе Вартбург федеральной земли Тюрингия в Германии. Крепость находится на холме в центре Кройцбурга, известного также, как «Сестра Вартбурга» (нем. „Schwesterburg der Wartburg“). Замок был построен в качестве семейного гнезда немецкой дворянской династии Людовингов. В то время ландграфиней тюрингской была Елизавета Венгерская. Именно здесь она в 1222 году родила сына Германа.

## История
Замок был построен в 1165 — 1170 годах по заказу тюрингского ландграфа Людвига II для монастыря святого Иакова. Об этом свидетельствуют типичные романские крепостные стены и часть дворца. Помимо очевидного религиозного значения, обитель прикрывала Айзенах с севера, тем самым защищая имущество ландграфа. Вокруг монастыря стали селиться люди, в 1213 году Кройцбург получил статус города. В XIII веке замок был одной из важнейших ландграфских резиденций.